# Tvangsprostitution
Tvangsprostitution er en form for sexslaveri ofte set i forbindelse med kvindehandel i Vesten og Asien, hvor kvindernes "ejermænd" (alfonser) tvinger deres ofre ind i prostitution mod deres vilje.
Kvinderne og pigerne (børn) bliver typisk tvunget og fastholdt i en position af tvangsprostitution ved en blanding af manipulation, bedrag, autoritetsmisbrug, psykisk terror, trusler, vold, voldtægt, overvågning og indespærring. Kvinderne vil ofte være rekrutteret, transporteret og solgt til alfonsen af en eller flere mellemmænd. Ofte vil hun komme fra mindre velstillede egne og være rekrutteret med løfte om andet arbejde i form af f.eks. børnepasning, rengøring, husholdning eller lignende, og vil på salgstidspunktet til alfonsen stadig være i den tro at det er et regulært arbejde. En konditionering til tvangsprostitution kan så gennemtvinges gennem en "break-in" periode af ekstrem brutalitet, som typisk kan indeholde forskellige former for fysisk vold, voldtægt, gruppevoldtægt, trusler – ofte mod familien i hjemlandet –, mm. der kan skabe en form psykologisk nedbrydning og passivisering af ofret, hvorved hun selv om hun skulle få mulighed ofte ikke psykisk vil være i stand til at flygte. Oftest vil ofret blive frataget pas og andre personlige papirer så de står tilbage som officielt identitetsløse ikke-personer uden mulighed for at klare sig uden alfonsen. Hun kan blive konfronteret med en falsk gæld, prisen for hende fra menneskehandleren, samt transport- og visaomkostninger mm., som hun skal betale tilbage før hun kan sættes fri. Tilbagebetaling kan gøres mere langvarig ved krav om f.eks. fiktiv opskruede husleje til bordellet, betaling af mad, kondomer, etc. og "dummebøder" for små forseelser. Hvis det så alligevel lykkes hende at betale tilbage, kan hun risikere at blive solgt videre til en anden alfons, hvorved tilbagebetalingen skal starte forfra. Oftest vil ofret til slut kun have fået ringe eller ingen andel i pengene tjent på prostitutionen.
Tvangsprostitution kan anses som et led i en flerleddet proces, indeholdende 1) rekruttering, 2) transport, 3) salg, 4) udnyttelse (tvangsprostitution) – og evt. for organiserede netværk 5) hvidvaskning og investering af profit.

## Helbredskonsekvenser
Grundet den mindre kontrol med prostitutionsprocessen og volden nødvendig for at konditionere og fastholde kvinderne i tvangsprostitution er tvangsprostitution altid meget mere skadeligt og farligt end frivillig prostitution.
Ud over volden (der ofte er af sådan karakter at det medfører brækkede knogler og bevidstløshed) og de udbredte voldtægter og gruppevoldtægter påført af bagmændene og alfonserne og den stærkt forhøjede risiko for at blive mordoffer, medfører de gentagne voldtægtslignede sexhandlinger forbundet med tvangsprostitution stor skade på pigernes krop og psyke. De tvangsprostituerede har typisk ikke indflydelse på antallet af kunder – der kan være helt op til 40-50
 om dagen – eller ret til at sige nej til kunder eller former for sex eller nægte ubeskyttet sex. Kvinderne har en meget stor risiko for at pådrage sig en lang række kønssygdomme (syfilis og gonorré – såvel som livmoderhalskræft hvor mange og forskellige sexpartnere forhøjer risikoen) – ifølge IOM vil op til 90 % blive inficeret med en kønssygdom – og andre smitsomme sygdomme såsom tuberkulose. Mange bliver ramt af HIV/AIDS, og for mange er sexslaveriet i realiteten lig en dødsdom. Specielt de yngre piger har stor risiko for at pådrage sig HIV/AIDS da der er et marked for ubeskyttet sex, og de yngre piger bliver anset som mere sikre og mindre tilbøjelige til at være inficerede (et studie fra Indien konkluderede at prostituerede piger (børn) havde en HIV infektionsgrad på 12,5% mod 5,4% for voksne prostituerede kvinder). Hvis pigerne bliver gravide er tvungen abort udbredt såvel som højrisiko graviditeter og fødsler. Mange får påført varige skader på reproduktionsorganerne der medfører sterilitet. Ud over de fysiske skader rammes mange af kvinderne af posttraumatisk belastningsreaktion, depression, selvbebrejdelse, skam
og angst. Selvmord eller selvmordsforsøg er udbredte. Mange bliver afhængige af alkohol eller narkotika. Oftest får kvinderne ingen eller kun lille andel i de penge de tjener ind til bagmanden, og forlader prostitutionen med lige så få penge som de startede med.
Et toårs internationalt studie fra 2001-2003 bl.a. baseret på interviews med 28 handlede kvinder, reporterede en række af helbredsmæssige konsekvenser. 25 af kvinderne reportere at de var blevet gjort "forsætligt fortræd". Kvinderne reporterede om gynækologiske problemer (mest udbredt), brækkede knogler, kvæstelser, smerte, bevidstløshed, hovedpine, høj feber, maveproblemer, udiagnosticeret bækkensmerter, komplikationer fra aborter, hudproblemer (sår, skab, lus), usunde vægttab og tand- og mundproblemer. Alle kvinderne reporterede at de havde været udsat for sexmisbrug, og tvunget til uønskede seksuelle handlinger, inklusiv voldtægt, tvunget anal- og oralsex, tvunget ubeskyttet sex og gruppevoldtægt. Omkring en fjerdel havde haft ubeskyttet vaginalsex med kunder og halvdelen ubeskyttet vaginalsex med bagmændene. Seks berettede om ubeskyttet analsex med kunder. En fjerdel berettede om mindst en graviditet og efterfølgende abort, for en af de interviewede resulterede aborten i livstruende komplikationer. Femten af kvinderne berettede at de ikke havde penge til at kunne købe basale nødvendigheder, hvilket havde alvorlige konsekvenser for deres mulighed for at pleje deres hygiejne. Syv af kvinder berettede om tvungen samleje på trods af menstruation.
Hovedparten af kvinderne havde 10-25 kunder om dagen, nogle op til 40-50. De mest almindelige psykologiske problemer var: hurtig eller konstant træthed; græde mere end almindeligvis; ofte ulykkelige eller triste følelser; følelse af ikke at være så meget værd som andre mennesker og af at være permanent skadet. Seks af kvinderne berettede om selvmordstanker.
Problemerne med at genoptage en normalt livsførelse forstørres af offentlig stigmatisation og en udbredt holdning at prostitutionen var selvvalgt og at familierne og de små samfund ikke vil acceptere kvinderne hjem igen efter de har været prostituerede.

## Trøstekvinder
Under 2. verdenskrig blev et stort antal, hovedsagligt asiatiske (koreanske og kinesiske) kvinder – men også nogle europæiske kvinder bosiddende i japanskkontrollerede områder i Asien – tvunget til prostitution på bordeller tilhørende den japanske hær. Det anslås at 200.000 kvinder var involveret i denne tvangsprostitution [kilde mangler].